# Stenkil
Stenkil Ragnvaldsson (n. 1010) fue rey de Suecia a partir de 1060 aproximadamente. Era un noble de la provincia de Västergötland, donde ejerció el título de jarl y sucedió en el trono a Emund el Viejo, quien falleció sin hijos. Según las fuentes históricas, Stenkil ejerció el poder real en Suecia sin dejar de lado el gobierno de Vâstergôtland.
Stenkil logró controlar bajo su poder prácticamente toda la Suecia medieval. Es reconocido en la literatura como un rey popular. Fue elogiado por haber ayudado al obispo y misionero Adalvard a establecer un obispado en Sigtuna. Se dice que Adalvard pretendía prender fuego al templo pagano de Upsala, pero Stenkil lo impidió; así, Stenkil logró evitar una probable rebelión de los suecos paganos que podría haberse convertido en un suceso fuera de control.
Gran parte de lo que se sabe de la vida de Stenkil se conoce por la saga Hervarar: "Stenkil era un noble y poderoso hombre de Svitjod. Su madre se llamaba Astrid y era hija de Finn Skjalges; su padre era Ragnvald Ulfsson el Viejo. Stenkil fue primero jarl de Svitjod, pero después de la muerte del rey Emund los suiones le proclamaron rey. Entonces el poder real dejó de pertenecer a la antigua familia de reyes. Stenkil fue un gran caudillo. Se desposó con la hija de Emund y murió de tuberculosis en Svitjod, casi al mismo tiempo que el rey Harald (Haardrade) caía en Inglaterra" (1066).
Fue sucedido por su hijo Erico Stenkilsson, quien no tenía las cualidades de su padre. El territorio que gobernó Stenkil se desintegró, y no se uniría nuevamente hasta la ascensión de Inge I.